# ガラパゴスヒタキモドキ
ガラパゴスヒタキモドキ (Myiarchus magnirostris) は、スズメ目タイランチョウ科の鳥類の1種である。本種は、かつて「跗蹠が非常に長い」との考えに基づき、独立した属 Eribates に置かれた。英名ではGalapagos Flycatcher であるが、Large-billed Flycatcher の名でも知られる。

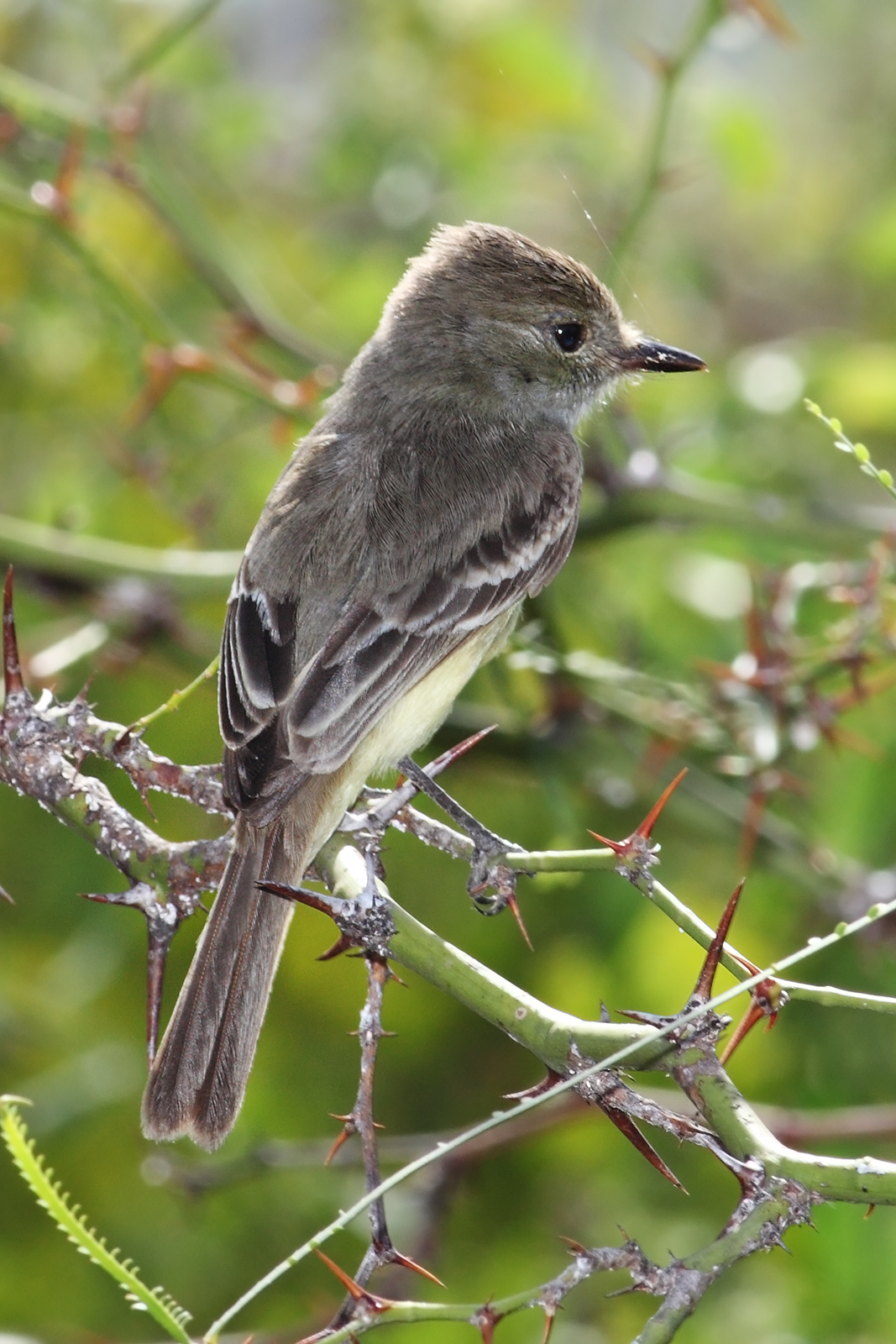
ガラパゴスヒタキモドキ背面

## 分布
ガラパゴス諸島の固有種であり、主な島々すべてに生息する。
生息地は、熱帯乾燥林およびサボテンの生える熱帯の乾燥低木地である。

## 形態
全長16cmで、ベニタイランチョウよりやや大きいが、オオヒタキモドキ属のうち最も小型の種類となる。雌雄同色。頭部および上面は灰褐色であり、頸や喉は淡灰色で、胸から腹は淡黄色。翼を閉じると淡色の翼帯が2本ある。